# Beeb Birtles

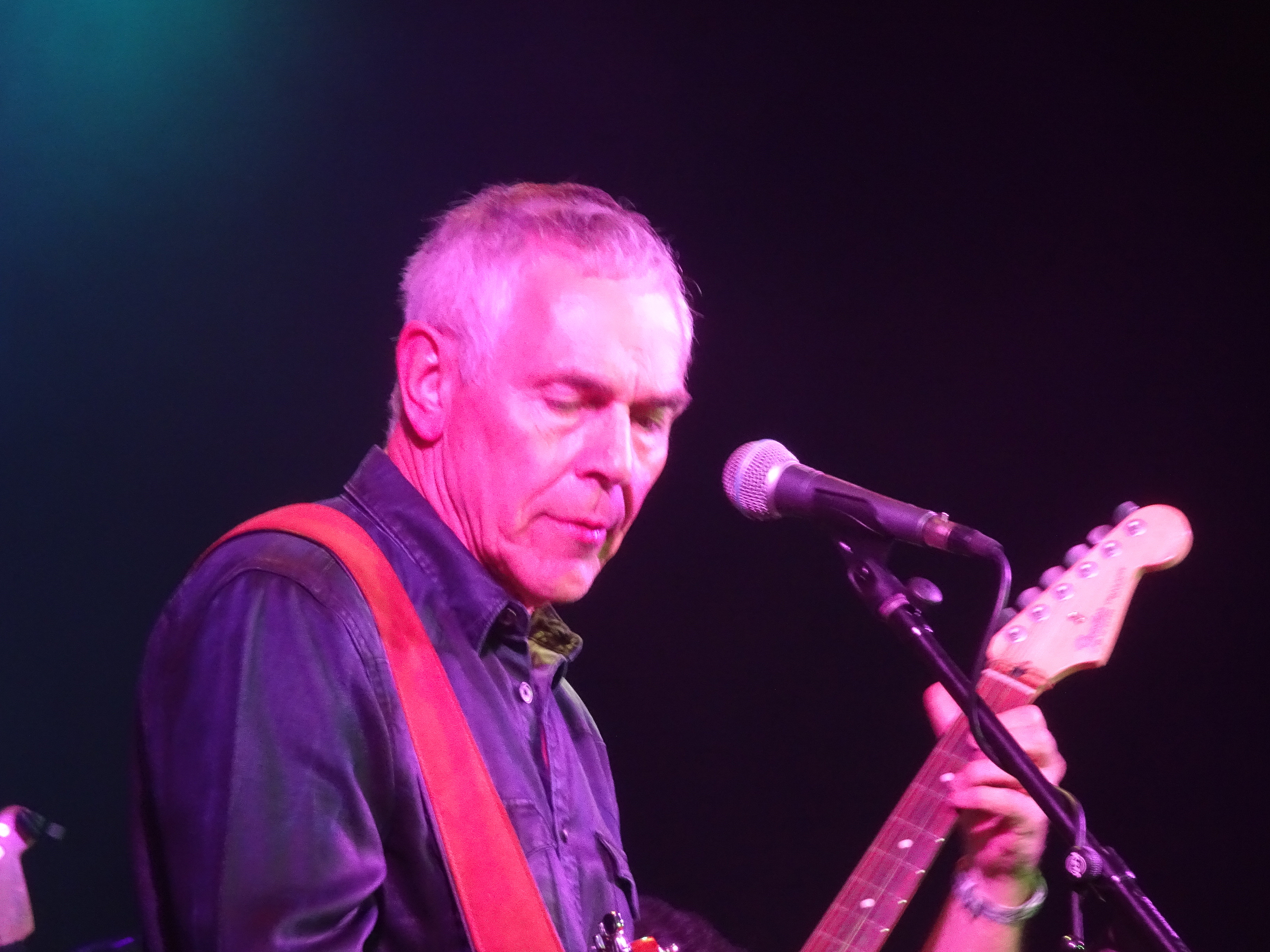
Beeb Birtles, 2017

Beeb Birtles AM, geboren als Gerard Bertelkamp (* 28. November 1948 in Amsterdam, Niederlande) ist ein niederländisch-australischer Musiker. Er ist als eines der Gründungsmitglieder der Little River Band bekannt.
Als er 9 Jahre alt war, wanderten seine Eltern nach Adelaide, Australien aus. Während seiner Zeit in der High School entdeckte Bertelkamp sein Interesse für Musik, insbesondere für amerikanischen Blues und englischen Mod. In seiner Schulzeit war sein Spitzname „BB Eyes“, nach einer Figur aus den Dick-Tracy-Comics. Nach dem Beenden der High School gründete er seine erste Band, Zoot. Zu dieser Zeit verkürzte er seinen Spitznamen zu „Beeb“ und änderte seinen Namen in „Birtles“ um.
Zoot brach im Jahre 1971 auseinander. Birtles und sein früherer Bandkollege Daryl Cotton gründeten daraufhin die Combo Frieze. Am Ende des Jahres wurde er dann bei der ebenfalls von Adelaide nach Melbourne umgezogenen Band Mississippi engagiert, aus der später die Little River Band hervorging.
Nach dem großen Erfolg der Little River Band in den späten 1970er und frühen 1980er Jahren verließ Birtles die Band im Jahre 1983. Er heiratete Donna Brooks, die als Sekretärin für die Little River Band arbeitete, und das Paar bekam zwei Töchter.
Im Jahre 1992, zog Birtles samt seiner Familie in die Vereinigten Staaten um, nach Jefferson City, Missouri, bevor sie weiter nach Nashville, Tennessee zogen. 1998 schließlich gründete Beeb Birtles zusammen mit Bill Cuomo die Produktionsfirma „Sonic Sorbet“.
Birtles macht immer noch Musik zusammen mit Graham Goble und Glenn Shorrock, welche auch Gründungsmitglieder der Little River Band sind.
2025 wurde er zum Member des Order of Australia ernannt.